# Laureano Troncoso
Natanael Laureano Troncoso (Estanislao López, 26 marzo 2001) è un calciatore argentino, centrocampista dell'Artigas.

## Caratteristiche tecniche
È un centrocampista offensivo.

## Carriera
Troncoso è cresciuto nel settore giovanile del Colón (SF), con cui ha firmato il primo contratto professionistico nel marzo del 2022. Il 10 maggio 2022 ha debuttato in prima squadra nell'incontro di Copa de la Liga Profesional perso 2-1 contro il Vélez Sarsfield ed il 25 luglio 2023 ha segnato il suo primo gol in carriera contro il Tigre.
Al fine 2023 ha lasciato il club rossonero in scadenza di contratto e nel gennaio del 2024 ha firmato con l'Almagro.

## Statistiche

### Presenze e reti nei club
Statistiche aggiornate al 14 aprile 2024.
| Stagione        | Squadra         | Campionato      | Campionato | Campionato | Coppe nazionali | Coppe nazionali | Coppe nazionali | Coppe continentali | Coppe continentali | Coppe continentali | Altre coppe | Altre coppe | Altre coppe | Totale | Totale | Totale |
| Stagione        | Squadra         | Comp            | Pres       | Reti       | Comp            | Pres            | Reti            | Comp               | Pres               | Reti               | Comp        | Pres        | Reti        | Pres   | Reti   |        |
| --------------- | --------------- | --------------- | ---------- | ---------- | --------------- | --------------- | --------------- | ------------------ | ------------------ | ------------------ | ----------- | ----------- | ----------- | ------ | ------ | ------ |
| 2022            | Colón (SF)      | PD              | 4          | 0          | CA+CdL          | 0+1             | 0               | CL                 | 0                  | 0                  |             | -           | -           | 5      | 0      |        |
| 2023            | Colón (SF)      | PD              | 10         | 1          | CA+CdL          | 1+0             | 0               |                    | -                  | -                  |             | -           | -           | 11     | 1      |        |
| 2024            | Almagro         | PBN             | 8          | 1          | CA              | 0               | 0               |                    | -                  | -                  |             | -           | -           | 8      | 1      |        |
| Totale carriera | Totale carriera | Totale carriera | 22         | 2          |                 | 2               | 0               |                    | 0                  | 0                  |             | -           | -           | 24     | 2      |        |